# Turn-Weltmeisterschaften 1997
Die 33. Weltmeisterschaften im Gerätturnen fanden 1997 in Lausanne, Schweiz statt.

## Ergebnisse

### Männer

#### Einzel-Mehrkampf
| Rang | Athlet            |
| ---- | ----------------- |
| 1.   | Iwan Iwankou      |
| 2.   | Alexei Bondarenko |
| 3.   | Naoya Tsukahara   |

#### Mannschaft
| Platz | Land                |
| ----- | ------------------- |
| 1.    | Volksrepublik China |
| 2.    | Belarus             |
| 3.    | Russland            |

#### Boden
| Rang | Athlet            |
| ---- | ----------------- |
| 1.   | Alexei Nemow      |
| 2.   | Dmitri Karbanenko |
| 3.   | Li Xiaopeng       |

#### Reck
| Rang | Athlet            |
| ---- | ----------------- |
| 1.   | Jani Tanskanen    |
| 2.   | Jesús Carballo    |
| 3.   | Oleksandr Beresch |

#### Barren
| Rang | Athlet          |
| ---- | --------------- |
| 1.   | Zhang Jinjing   |
| 2.   | Li Xiaopeng     |
| 3.   | Naoya Tsukahara |

#### Pauschenpferd
| Rang | Athlet         |
| ---- | -------------- |
| 1.   | Waleri Belenki |
| 2.   | Éric Poujade   |
| 3.   | Pae Gil-su     |

#### Ringe
| Rang | Athlet               |
| ---- | -------------------- |
| 1.   | Juri Chechi          |
| 2.   | Szilveszter Csollány |
| 3.   | Iwan Iwankou         |

#### Sprung
| Rang | Athlet               |
| ---- | -------------------- |
| 1.   | Sergei Fedortschenko |
| 2.   | Nikolai Krjukow      |
| 3.   | Adrian Ianculescu    |

### Frauen

#### Einzel-Mehrkampf
| Rang | Athletin          |
| ---- | ----------------- |
| 1.   | Swetlana Chorkina |
| 2.   | Simona Amânar     |
| 3.   | Jelena Produnowa  |

#### Mannschaft
| Platz | Land                | Turnerinnen                                                                                                  |
| ----- | ------------------- | --- |
| 1.    | Rumänien            | Simona Amânar Claudia Presăcan Alexandra Marinescu Gina Gogean Corina Ungureanu Mirela Țugurlan              |
| 2.    | Russland            | Swetlana Chorkina Jelena Produnowa Jewgenija Kusnezowa Swetlana Bachtina Jelena Groschewa Jelena Dolgopolowa |
| 3.    | Volksrepublik China | Liu Xuan Kui Yuanyuan Meng Fei Mo Huilan Bi Wenjing Zhou Duan                                                |

#### Balken
| Rang | Athletin          |
| ---- | ----------------- |
| 1.   | Gina Gogean       |
| 2.   | Swetlana Chorkina |
| 3.   | Kui Yuanyuan      |

#### Boden
| Rang | Athletin          |
| ---- | ----------------- |
| 1.   | Gina Gogean       |
| 2.   | Swetlana Chorkina |
| 3.   | Jelena Prudunowa  |

#### Stufenbarren
| Rang | Athletin          |
| ---- | ----------------- |
| 1.   | Swetlana Chorkina |
| 2.   | Meng Fei          |
| 3.   | Bi Wenjing        |

#### Sprung
| Rang | Athletin      |
| ---- | ------------- |
| 1.   | Simona Amânar |
| 2.   | Duan Zhou     |
| 3.   | Gina Gogean   |

## Medaillenspiegel
| Rang | Land                |   |   |   | total |
| ---- | ------------------- | - | - | - | ----- |
| 1    | Rumänien            | 4 | 1 | 2 | 7     |
| 2    | Russland            | 3 | 5 | 3 | 11    |
| 3    | Volksrepublik China | 2 | 3 | 4 | 9     |
| 4    | Belarus             | 1 | 1 | 1 | 3     |
| 5    | Finnland            | 1 | - | - | 1     |
| 5    | Deutschland         | 1 | - | - | 1     |
| 5    | Italien             | 1 | - | - | 1     |
| 5    | Kasachstan          | 1 | - | - | 1     |
| 9    | Frankreich          | - | 2 | - | 2     |
| 10   | Spanien             | - | 1 | - | 1     |
| 10   | Ungarn              | - | 1 | - | 1     |
| 12   | Japan               | - | - | 2 | 2     |
| 13   | Ukraine             | - | - | 1 | 1     |
| 13   | Nordkorea           | - | - | 1 | 1     |